# Bonar Bridge
Bonar Bridge ist ein nach seiner Brücke benanntes Dorf am nordöstlichen Ufer der schmalen Verbindung zwischen der Kyle of Sutherland und dem Dornoch Firth in Sutherland in den Northern Highlands von Schottland.
Das Dorf gehört zu dem Community Council Creich in der Highland Council Area.
Das Dorf wurde bekannt durch die von Thomas Telford geplante und 1812 dem Verkehr übergebene gusseiserne Bogenbrücke, die das Muster für eine Reihe weiterer von ihm entworfenen Brücken wurde. Sie wurde am 29. Januar 1892 durch ein außergewöhnlich starkes Hochwasser weggespült und 1893 durch eine stählerne Fachwerkbrücke ersetzt. 1973 war diese dem gestiegenen Verkehr nicht mehr gewachsen und wurde deshalb durch die gegenwärtige Brücke ersetzt.

## Geschichte
Die Gegend um Bonar Bridge war seit prähistorischer Zeit besiedelt. Es finden sich zahlreiche Steinkreise und Cairns. Am nahegelegenen Loch Migdale fand man Tumuli und kleine Henges. In dem See bestehen noch Reste eines Crannógs, der wahrscheinlich in der Eisenzeit erbaut wurde und noch um 1630 bewohnt gewesen sein soll. In der Nähe wurde 1900 der Bronzehort von Migdale entdeckt.
Aus nachrömischer Zeit finden sich Piktischer Symbolsteine in der Umgebung.
Im Frühmittelalter war der Dornoch Firth die Grenze zwischen der schottischen Grafschaft Ross und der Provinz  Cait oder Cat der Wikinger auf Orkney.
Mitte der 1800er Jahre wurden viele Einwohner des Ortes und der Umgebung von den Highland Clearances vertrieben.

## Telfords Brücke (1812)
Die Brücke ist eine der Brücken des Straßen- und Brückenprogramms, das von Telford im Auftrag der britischen Regierung 1802 erstellt und vom Highlands-Komitee (Commissioners for Roads and Bridges in the Highlands of Scotland) 1803 beauftragt wurde.
Die von Telford auch entworfene Brücke wurde zwischen 1811 und 1812 gebaut.
Die 4,6 m (15 ft) breite Brücke hatte zwei Mauerwerksbögen mit 15,2 m (20 ft) und 18,3 m (60 ft) weiten Öffnungen und einen gusseisernen Bogen mit einer Stützweite von 45,7 m (150 ft) und einer Pfeilhöhe von 6,1 m (20 ft). Der Bogen bestand aus vier schmalen Fachwerk-Rippen, auf die der Fahrbahnträger aus einer gusseisernen Platte mit schrägen und senkrechten Stützen aufgeständert war. Die Gussstücke des Bogens wurden in der Gießerei von William Hazledine hergestellt.
Im Winter 1814 rammte ein mit Baumstämmen gemischter Eisgang den Bogen und 1818 rammte ihn ein manövrierunfähiges Schiff von der anderen Seite. In beiden Fällen blieb die Eisenkonstruktion unbeschädigt, das Schiff allerdings verlor einen seiner zwei Masten. Das Hochwasser von 1892 war aber so hoch, dass die Brücke weggerissen wurde.

## Fachwerkbrücke (1893)
Schon im folgenden Jahr wurde eine neue Brücke mit drei Parabelträgern aus Siemens-Martin-Stahl durch Sir William Arrol & Company errichtet. Sie war 8,2 m (27 ft) breit und hatte 42,7 m (140 ft), 32,0 m (105 ft) und 31,3 m (70 ft) weite Öffnungen und Pfeiler aus Granit, die im Stil der Zeit als kleine Burgtürme gestaltet waren.
Um 1970 war sie dem gestiegenen Verkehr nicht mehr gewachsen. Als nebenan die neue Brücke eröffnet wurde, wurde sie abgebaut.

## Stabbogenbrücke (1973)
1973 wurde die heutige, 105 m lange und 13,3 m breite Stabbogenbrücke mit zwei Fahrbahnen und beidseitigen Gehwegen errichtet. Sie nahm den Nord-Süd-Verkehr auf, bis 1991 die Dornoch Firth Bridge eröffnet wurde und der Weg dadurch um rund 30 km kürzer wurde.